# Matanzas (Jalisco)
Matanzas es una localidad del estado mexicano de Jalisco. Es parte del municipio de Ojuelos de Jalisco.

## Demografía
| Gráfica de evolución demográfica |
|                                  |

| Censo | Población |
| ----- | --------- |
| 1900  | 827       |
| 1910  | 802       |
| 1921  | 652       |
| 1930  | 713       |
| 1940  | 789       |
| 1950  | 1 201     |
| 1960  | 1 329     |
| 1970  | 1 430     |
| 1980  | 1 235     |
| 1990  | 1 232     |
| 2000  | 1 260     |
| 2010  | 1 196     |
| 2020  | 1 307     |